# خوان أدريان ريوس
خوان أدريان ريوس (بالإسبانية: Juan Adrián Ríos)‏ (30 يناير 1997 في المكسيك - ) هو لاعب كرة قدم مكسيكي في مركز الهجوم.

## وصلات خارجية
- خوان أدريان ريوس على موقع قاعدة بيانات كرة القدم.إي يو (الإنجليزية)